# Costantino Ressman

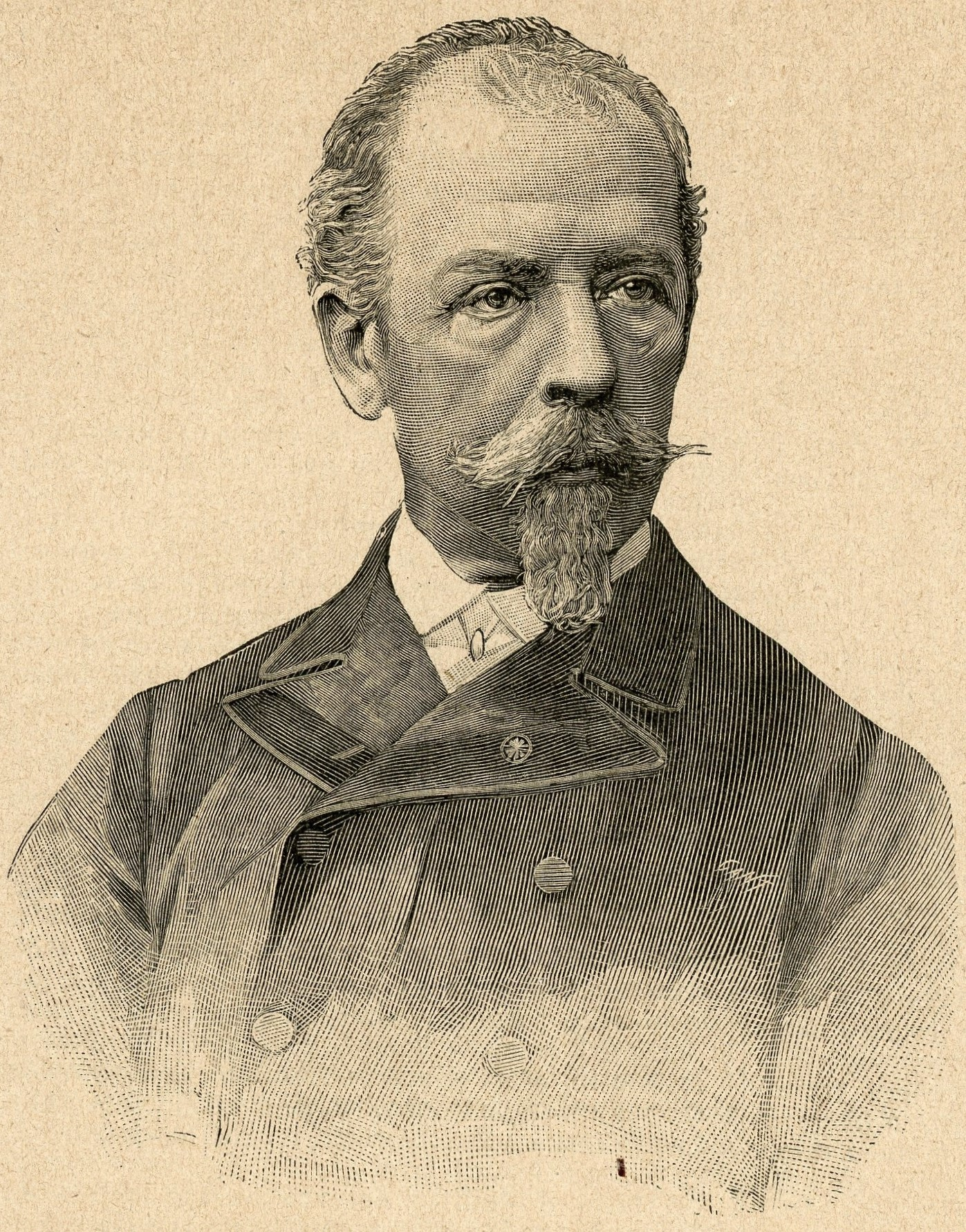
Costantino Ressman

Francesco Costantino Giuseppe Ressman (Alternativname: Costantino Ressmann; * 15. Mai 1832 in Triest, Kaisertum Österreich; † 8. Juli 1899 in Paris) war ein Diplomat und Politiker im Königreich Italien, der unter anderem zwischen 1891 und 1892 Gesandter im Osmanischen Reich sowie von 1892 bis 1895 Gesandter in Frankreich war. Darüber hinaus war er von 1898 bis zu seinem Tode 1899 Mitglied des Senats (Senato del Regno).

## Leben
Francesco Costantino Giuseppe Ressman, Sohn von Ignazio Ressman und dessen Ehefrau Giuseppina Wöeger, absolvierte ein Studium der Rechtswissenschaften an der Universität Padua, das er mit einem Laurea in giurisprudenza beendete. Als Anhänger des italienischen Irredentismus wurde er von den Behörden im Kaisertum Österreich verfolgt und floh deshalb 1860 nach Piemont, wo er Mitarbeiter im Sekretariat von Camillo Benso von Cavour, der zwischen 1860 und 1861 Ministerpräsident des Königreichs Sardinien sowie nach Ausrufung des Königreich Italien am 17. März 1861 erster Ministerpräsident Italiens war. Am 19. September 1863 trat er in den diplomatischen Dienst des Außenministeriums (Ministero degli affari esteri) und wurde daraufhin als Attaché an die Gesandtschaft im Französischen Kaiserreich und war an dieser auch nach Gründung der Dritten Französischen Republik 1870 bis zum 14. August 1878 tätig. In dieser Zeit wurde er am 30. Oktober 1865 Legationssekretär Zweiter Klasse sowie am 31. März 1869 Legationssekretär Erster Klasse. Während dieser Zeit wurde er 1867 Mitglied der Geografischen Gesellschaft, der Società Geografica Italiana, und für seine Verdienste am 8. Juni 1874 Offizier des Ordens der Heiligen Mauritius und Lazarus.
Am 14. August 1878 wechselte Ressman als Legationssekretär Erster Klasse an die Gesandtschaft im Vereinigten Königreich und wurde dort am 14. August 1880 zum Legationsrat befördert. Als solcher wechselte er am 12. Juli 1882 wieder an die Gesandtschaft in Frankreich und war zwischendurch vom 2. August bis zum Amtsantritt des Gesandten Luigi Federico Menabrea di Val Dora am 11. November 1882 auch Geschäftsträger dieser Gesandtschaft. Aufgrund seiner dortigen Verdienste wurde er am 8. Juli 1883 Kommandeur des Ordens der Heiligen Mauritius und Lazarus und am 6. Januar 1884 als Inviato straordinario di II classe zum Gesandten Zweiter Klasse befördert. Am 2. April 1885 wurde er zum Ersten Delegierten in der Internationalen Kommission für freie Schifffahrt im Suezkanal ernannt und hatte als solcher von Juli 1887 bis zum 18. Oktober 1889 seinen Dienstsitz in der Gesandtschaft in Frankreich.
Ressman löste am 2. Oktober 1891 Alberto Blanc als außerordentlicher Gesandter und bevollmächtigter Minister im Osmanischen Reich ab und verblieb auf diesem Posten bis zum 10. April 1892, woraufhin Luigi Avogadro di Collobiano Arborio ihn ablöste. Er selbst übernahm am 10. April 1892 von Luigi Federico Menabrea di Val Dora das Amt als außerordentlicher Gesandter und bevollmächtigter Minister in der Republik Frankreich. Für seine Verdienste wurde er am 5. Juni 1892 zum Großoffizier des Ordens der Heiligen Mauritius und Lazarus erhoben. Da er nicht mit der Position von Ministerpräsident Francesco Crispi und dessen nunmehrigen Außenminister Alberto Blanc über deren strikte Einhaltung des Dreibunds nicht einverstanden, wurde er am 17. Januar 1895 von seinem Posten als Gesandter in Frankreich entbunden und von Giuseppe Tornielli Brusati di Vergano abgelöst. Im Anschluss wurde er vom 17. Januar 1895 noch als Inviato straordinario di I classe zum Gesandten Erster Klasse ernannt und befand sich als solcher bis zu seinem Tode am 8. Juli 1899 noch zur besonderen Verfügung des Außenministeriums.
Am 16. Juni 1898 wurde Costantino Ressman, der auch Ritter des Ordens der Krone von Italien war, zum Mitglied des Senats (Senato del Regno) ernannt und gehörte diesem vom 25. Juni 1898 bis zu seinem Tode ein Jahr später am 8. Juli 1899 an.

## Veröffentlichungen
- Pensaci, Nella! canzone dal Fausto di Goethe, Mailand, Francesco Lucca.
- Trieste e l’Istria e loro ragioni nella questione italiana, Mitautor Pacifico Valussi, Mailand, Libreria Brigola, 1861.
- Trieste et l’Istrie. Leurs droits dans la question italienne, Paris, Dentu, 1861.

## Hintergrundliteratur
- Giuseppe Stefani: Studenti di Padova. Lettere giovanili di Costantino Ressman, Briefwechsel, Triest 1952
- Lionello Giorgio Boccia: Figure guerriere nei metalli Carrand e Ressman, Florenz, Museo nazionale del Bargello, 1986.
- Elena Carrara: Bibeloter avec diplomatie. Costantino Ressman collezionista di armi e la sua donazione al Museo nazionale del Bargello, Dissertation, Universität Pisa, 2008.